# Dyango
José Gómez Romero, connu sous son nom de scène de Dyango (Barcelone, 5 mars 1940), est un chanteur espagnol de musique romantique.

## Biographie
Il a collaboré avec de nombreux artistes dont Paco de Lucia.